# Aore jezik
Aore jezik (ISO 639-3: aor), jedan od oceanijskih jezika, uže centralne-istočne oceanijske skupine, kojim je (1982 SIL) govorila tek jedna osoba, a danas se vodi kao izumrli jezik.
Aore se govorio na otoku Mafea u Vanuatuu.

## Vanjske poveznice
- Ethnologue (14th)